# 이가라시 세나
이가라시 세나(일본어: 五十嵐 聖己, 2002년 4월 13일~)는 일본의 축구 선수이다.

## 구단 경력
그는 2024년 J2리그의 이와키 FC에 입단했다.